# Pseudodinia nigritarsis
Pseudodinia nigritarsis är en tvåvingeart som beskrevs av Barber 1985. Pseudodinia nigritarsis ingår i släktet Pseudodinia och familjen markflugor.
Artens utbredningsområde är Kalifornien. Inga underarter finns listade i Catalogue of Life.